# 중편 소설
중편 소설(中篇小說)은 소설 형식의 하나로, 장편 소설과 단편 소설 중간 정도의 길이이다. 

## 예시
- 찰스 디킨스의 《크리스마스 캐럴》
- 루쉰의 《아Q정전》
- 토마스 만의 《베네치아에서의 죽음》
- 볼테르의 《캉디드》
- 앙투안 드 생텍쥐페리의 《어린 왕자》
- 존 스타인벡의 《진주》
- 로버트 루이스 스티븐슨의 《지킬 박사와 하이드 씨》
- 조지 오웰의 《동물 농장》
- 염상섭의 《만세전》
- 앙드레 지드의 《전원교향악》
- 프란츠 카프카의 《변신》
- 레프 톨스토이의 《크로이체르 소나타》
- 이반 투르게네프의 《첫사랑》
- 어니스트 헤밍웨이의 《노인과 바다》
- 현기영의 《순이삼촌》
- 아쿠타가와 류노스케의 《갓파》

## 같이 보기
- 콩트
- 라이트 노벨